# Capitán Nazi

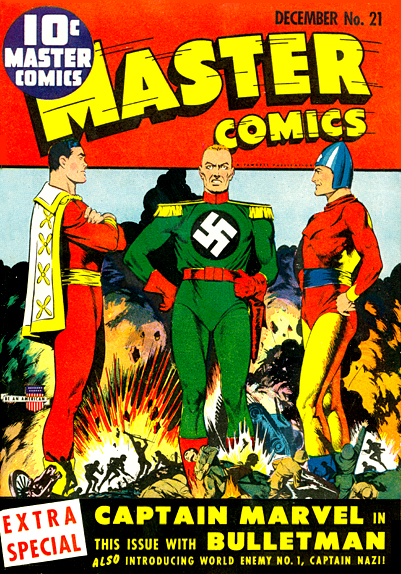
El Capitán Marvel y Bulletman unen fuerzas para derrotar al Capitán Nazi, el Terror de la Era. Este fue el comienzo de un crossover de tres números que presentó al Capitán Marvel Jr (1941).

Capitán Nazi (Barón Albrecht Krieger) es un supervillano de Fawcett Comics y DC Comics, y rival de Capitán Marvel y Capitán Marvel Jr.
El Capitán Nazi hizo su primera aparición de acción en vivo en un episodio de la segunda temporada de 2016 de la serie de televisión The CW DC's Legends of Tomorrow, interpretado por André Eriksen.

## Historial de publicaciones
El Capitán Nazi apareció por primera vez en Master Comics #21 (diciembre de 1941) y fue creado por William Woolfolk y Mac Raboy.

## Biografía ficticia

### Fawcett Comics
El súper fuerte Capitán Nazi fue alterado genéticamente por su padre científico y se convirtió en el "espécimen perfecto" para luchar por Adolf Hitler y las Potencias del Eje durante la Segunda Guerra Mundial. Se le da una fuerza sobrehumana y resistencia, y un gas volador especial le permite volar. Los nazis lo envían a luchar contra los superhéroes estadounidenses después de que Hitler les demuestra su poder, y se muestran algunos de los héroes. Nazi apareció por primera vez en Master Comics # 21 (diciembre de 1941), en oposición tanto al Capitán Marvel como a Bulletman. Durante la segunda mitad de su batalla con Marvel en Whiz Comics #25 (publicado el mismo mes), Nazi ataca a dos transeúntes inocentes que estaban pescando cerca de la escena de la batalla, después de que lo sacaron del lago y él escapa en su bote. Uno de ellos, un anciano llamado Jacob Freeman, muere, pero el nieto adolescente del anciano, Freddy Freeman, es salvado por el Capitán Marvel. Aunque queda lisiado y tiene la espalda rota con un golpe de remo mientras Nazi escapa en el bote. Debido a que el Capitán Marvel le otorgó parte de su poder, Freddy se convierte en el Capitán Marvel Jr. Luego, el Capitán Marvel lo envía a derrotar al Capitán Nazi.
Junior, lisiado en su forma de Freddy Freeman por el ataque, continúa vengándose de los nazis, y los dos luchan con frecuencia entre sí. Nazi también se desempeña como miembro de Mister Mind y la Monstruosa Sociedad del Mal, una de las organizaciones de villanos más poderosas del mundo que incluía a Adolf Hitler, y ayuda en su primer plan para robar perlas mágicas de adivinación de una princesa, liderando al Capitán. Marvel hasta su escondite y revelando su existencia durante los años de la Segunda Guerra Mundial, antes de hacer su última aparición en Fawcett Comics en la historia "El esquivo plano terrestre del general Nippon", publicada en Captain Marvel, Jr. #19 en 1944.

### DC Comics
El Capitán Nazi apareció solo esporádicamente en el renacimiento de los personajes de Familia Marvel de DC Comics en las décadas de 1970 y 1980 bajo el título Shazam!, a excepción de las reimpresiones de las historias originales de Fawcett. ¡La primera aparición de Nazi en una nueva historia de DC Comics fue en Shazam! #34 (marzo-abril de 1978).
Siguiendo la nueva interpretación del escritor Roy Thomas y el artista Tom Mandrake del mito del Capitán Marvel en la miniserie de cuatro números de 1987 Shazam!: The New Beginning, el Capitán Nazi fue reintroducido en una historia de cuatro partes de 1988 en los números de Action Comics Weekly # 623-626. El propio Capitán Nazi, sin embargo, solo apareció en los números 624-626. La historia fue escrita por Thomas y su esposa Dann Thomas, con arte de Rick Stasi y Rick Magyar. El nuevo Capitán Nazi es un joven neonazi llamado Lester Abernathy. Abernathy recibe sus poderes, vestuario y nombre en clave de "Capitán Nazi" de una organización neonazi llamada Hijos del Valhalla y lucha contra el Capitán Marvel. Esta versión del personaje no hizo más apariciones y posteriormente fue retirada de la existencia por la novela gráfica de 1994 The Power of Shazam!, que volvió a alterar el trasfondo y la continuidad del Capitán Marvel.
El Capitán Nazi se introdujo en el Universo DC moderno en la serie de 1995 The Power of Shazam! de Jerry Ordway. En la serie moderna, Nazi había estado activo durante la década de 1940, luchando contra héroes de la era de la Segunda Guerra Mundial como Bulletman, Minute-Man y Spy Smasher, pero se colocó en animación suspendida en una cámara para poder emerger en la sociedad moderna y revivir el Tercer Reich. Creía que el cuerpo de Hitler estaba en una cámara similar. El hermano de Nazi, el científico Wolf Krieger, y su nieta, una villana con superpoderes llamada Madame Libertine que posee poderes de control mental, continúan con el legado de Nazi en la década de 1990 y resucitan a su héroe de su cámara de animación suspendida en The Power of Shazam!.
Los números 6 a 8 de la serie The Power of Shazam vuelven a contar la historia del asesinato del abuelo de Freddy por parte del Capitán Nazi arrojándolo a una gran distancia con su fuerza sobrehumana, su paralización de Freddy y el surgimiento de Freddy como Marvel, Jr. e intentó vengarse de Nazi. En realidad, su vida fue salvada por Freddy, quien creía que la figura que cayó al lago era el Capitán Marvel, quien acababa de arrojarlo al lago. Después de que la Familia Marvel captura y derrota a Nazi, lo envían a Europa para ser juzgado por crímenes de guerra cometidos durante la Segunda Guerra Mundial.
El Capitán Nazi finalmente se une a la nueva Sociedad Secreta de Supervillanos de Lex Luthor, como se ve en la miniserie Villains United, donde trabaja con ellos para torturar a los Seis Secretos. Está cegado durante la fuga de los Seis Secretos cuando Catman le sumerge jeringas en los ojos.
El Capitán Nazi encuentra su fin aparente en Batman #647 mientras lucha contra Batman y Red Hood. El Capitán, que ahora luce ojos cibernéticos después de su lesión en Villains United, ha sido prestado al villano Máscara Negra para asesinar a Red Hood junto con otros miembros de la Sociedad Deathstroke, Conde Vértigo y Hyena. Durante la pelea, Capitán Nazi es aparentemente asesinado por Red Hood clavándole un arma similar a una Taser en sus ojos cibernéticos (la única parte vulnerable de su cuerpo). Sin embargo, en Villains United Special #1, Nazi ha sobrevivido. A instancias de la Sociedad, Nazi apareció en Kahndaq para liberar a todos los cautivos en sus prisiones y lucha contra el gobernante de Khandaq y exmiembro de la Sociedad Secreta, Black Adam. Durante la batalla, Black Adam se enfrenta a Nazi sobre cómo aparentemente sobrevivió a la muerte, momento en el que el Capitán Nazi proclama crípticamente que los orígenes anteriores sobre él estaban equivocados y que el villano ni siquiera es humano; que él es el avatar viviente del nacionalsocialismo al que se le ha dado forma física y que mientras existan nazis, él existirá. El Capitán Nazi pudo estancar a Black Adam en la batalla posterior.
Desde entonces, ha aparecido como líder de un equipo de temática nazi en la Sociedad de la Justicia de América llamado "El Cuarto Reich" después del salto "Un año después", y es un oponente de Wonder Woman en "El círculo", luciendo un traje negro genérico. 
En septiembre de 2011, DC Comics participó en una revisión de toda la línea de sus cómics de superhéroes, incluidas sus historias y las historias de ficción de los personajes, conocida como The New 52. En las nuevas historias, el Capitán Nazi aparece por primera vez en la historia de "Superman" "Savage Dawn" en Superman (vol. 3) Annual #3. En 1941, el Capitán Nazi es modificado genéticamente para servir en el programa aeroespacial de Hitler. Vándalo Salvaje convence con éxito al Tercer Reich para construir un cohete que el Capitán Nazi usará para pilotarse a sí mismo y a Vándalo Salvaje al espacio exterior para recolectar una muestra más grande del meteorito que le dio a Vándalo sus poderes. Cuando el barco enfrenta turbulencias, el Capitán Nazi opta por aterrizar en lugar de seguir adelante con la misión. Después de un aterrizaje forzoso, Vándalo Salvaje enfurecido lo golpea hasta que deja de moverse.

## Otras versiones

### Flashpoint
En la línea de tiempo alternativa del evento Flashpoint, el Capitán Nazi es miembro del consejo H.I.V.E. y representa a Alemania. Votó a favor del uso de armas nucleares para poner fin a la guerra en Europa occidental entre Aquaman y Wonder Woman. Parece mucho mayor aquí, posiblemente porque no fue colocado en animación suspendida.

## En otros medios
- Un personaje similar al Capitán Nazi aparece en el episodio de Liga de la Justicia Ilimitada, "Patriot Act". En un flashback, Spy Smasher le impide tomar un suero de súper soldado que luego se revela que fue creado para el "Proyecto Capitán Nazi". Más tarde, el General Wade Eiling robó el suero de Cadmus Labs, transformándose en un monstruo y haciendo un alboroto en Metrópolis. Buscando una batalla con Superman, Eiling se enfrentó a siete miembros de la Liga de la Justicia: Green Arrow, Speedy, Stargirl, S.T.R.I.P.E., Shining Knight, Vigilante y Crimson Avenger (la alineación era más o menos equivalente a los Siete Soldados de la Victoria).[14]
- El Capitán Nazi aparece en el episodio de Legends of Tomorrow, "La Sociedad de la Justicia de América", interpretado por André Eriksen. Esta versión es un aliado de Eobard Thawne, transformado en un monstruoso autoproclamado "Übermensch" por un potenciador biomolecular, el mismo que transformó a Nate Heywood en Steel. Lucha contra la JSA y las Leyendas que viajan en el tiempo, pero finalmente es derrotado por Nate y su abuelo, el Comandante Steel/Henry Heywood.